# Landschaftsschutzgebiet Oberes Orpetal

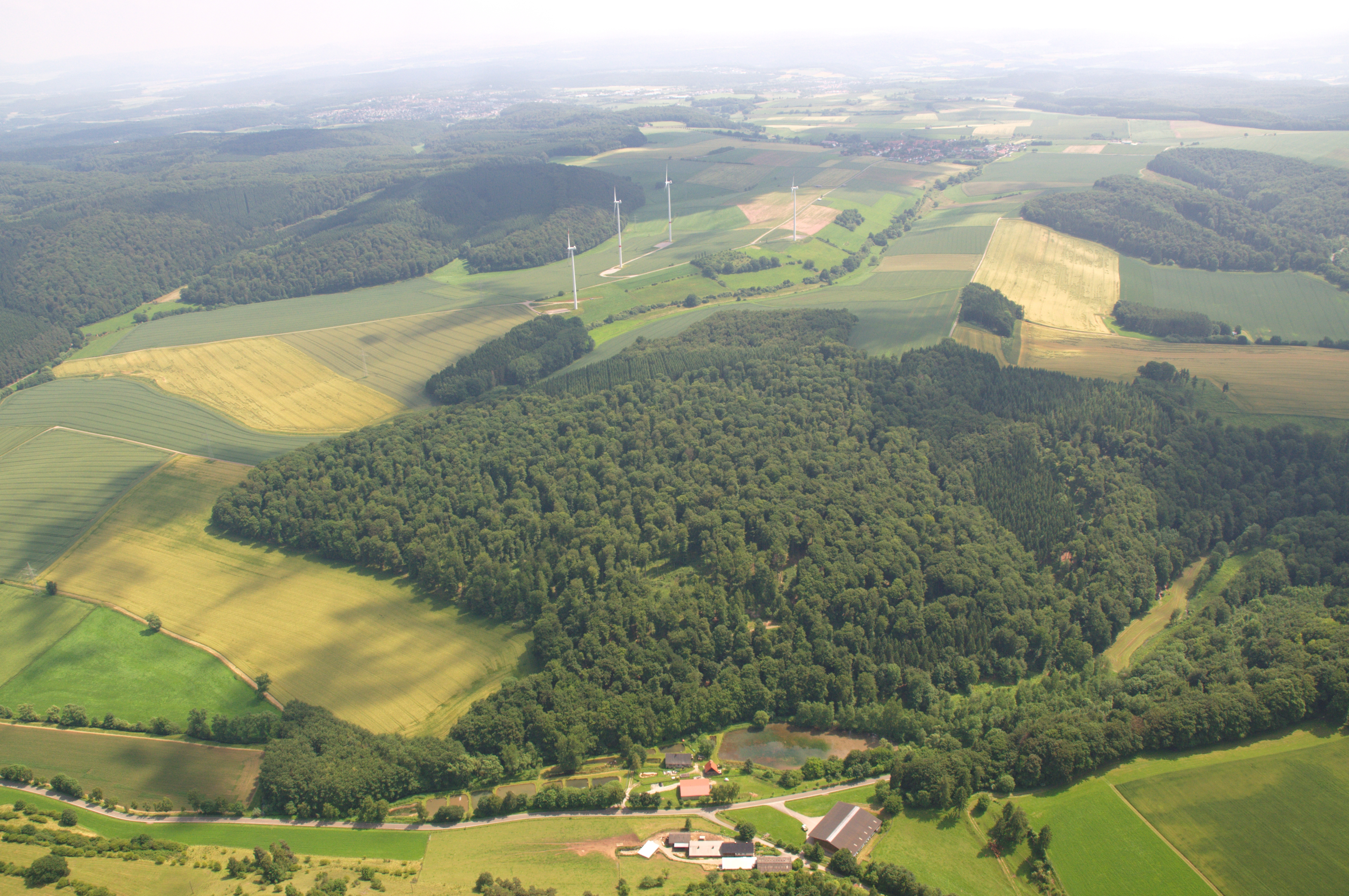
Das LSG Oberes Orpetal befindet sich rechts und links der Teiche

Das Landschaftsschutzgebiet Oberes Orpetal mit einer Größe von 24,68 ha liegt östlich und nördlich von Canstein im Stadtgebiet von Marsberg im Hochsauerlandkreis. Es wurde 2008 mit dem Landschaftsplan Marsberg als Landschaftsschutzgebiet (LSG) ausgewiesen. Das trennt das östlich liegende Naturschutzgebiet Kittenberg vom westlich liegenden Naturschutzgebiet Schuberstein. Am westlichen Rand des LSG verläuft die Kreisstraße 66. Im Süden trennt die L 870 das LSG. Das LSG besteht aus zwei Teilflächen. Die Bebauung von Canstein und Schloss Canstein grenzen direkt an.

## Beschreibung
Im LSG befindet sich die Quelle der Orpe. Im LSG verläuft die Orpe bis an den Nordrand des LSG bei den Teichen an der Udorfer Mühle. Am Schloss Canstein liegen parkartige Wiesen. Hier sammeln sich die Hauptzuflüsse der Orpe und speisen dabei zwei Teiche mit ausgeprägten Röhrichtzonen. Durch ein Grabensystem im Talgrund fließt das Wasser in den Orpebachlauf. Im 1,5 km langen, schmalen LSG-Teil des Orpetales liegen kleine Bachschlingen und Kiesbänke. Am Bach befindet sich eine typische gewässerbegleitende Vegetation einschließlich einiger Auwaldrelikte. Der Bach wird als weitgehend naturnah eingestuft. Teile der Grünlandbereiche im LSG sind brach gefallen. Ein großer Teich bei der Udorfer Mühle gehört zum LSG, während die anderen Teiche nicht zum LSG gehören. Bei der Wüstung Mühlengrund liegen weitere Teiche im LSG.

## Schutzzweck
Die Ausweisung erfolgte zur Erhaltung, Ergänzung und Optimierung eines Grünlandbiotop-Verbundsystems in den Talauen und der Magergrünland-Gesellschaften in den Naturschutzgebieten, damit Tiere und Pflanzen Wanderungs- und Ausbreitungsmöglichkeiten behalten, und dient dem Erhalt der Vorkommen geschützter Vogelarten sowie dem Schutz artenreicher Pflanzengesellschaften.

## Rechtliche Rahmen
Das Landschaftsschutzgebiet Margarethenhof wurde als eines von 30 Landschaftsplangebieten vom Typ C, Wiesentäler und ornithologisch bedeutsames Offenland, ausgewiesen. Im Landschaftsplangebiet Marsberg gibt es auch drei Landschaftsschutzgebiete vom LSG Typ A, Allgemeiner Landschaftsschutz, wo unter anderem das Errichten von Bauten verboten ist. Ferner 17 Landschaftsschutzgebiete vom LSG Typ B, Ortsrandlagen und Landschaftscharakter, wo zusätzlich Erstaufforstungen und auch die Neuanlage von Weihnachtsbaumkulturen, Schmuckreisig- und Baumschulkulturen verboten sind. Wie in den anderen 29 Landschaftsschutzgebieten vom Typ C im Landschaftsplangebiet Marsberg besteht im LSG Landschaftsschutzgebiet Margarethenhof zusätzlich ein Umwandlungsverbot von Grünland und Grünlandbrachen in Acker oder andere Nutzungsformen. Eine maximal zweijährige Ackernutzung innerhalb von zwölf Jahren ist erlaubt, falls damit die Erneuerung der Grasnarbe vorbereitet wird. Dies gilt als erweiterter Pflegeumbruch. Beim erweiterten Pflegeumbruch muss ein Mindestabstand von 5 m vom Mittelwasserbett eingehalten werden.